# Krajewice
Krajewice is een plaats in het Poolse district  Gostyński, woiwodschap Groot-Polen. De plaats maakt deel uit van de gemeente Gostyń en telt 400 inwoners.